# Antoniotto I Adorno
Antoniotto I Adorno (Gènova vers 1340 - Finale 5 de juny de 1398), fou fill d'Adornino Adorno (patrici que va ocupar alguns càrrecs a la república i va morir el 1370). Home d'estat genovès, que fou dux de Gènova per un dia el 17 de juny de 1378 i després del 15 de juny de 1384 al 3 d'agost del 1390, del 5 d'abril de 1391 al 15 de juny de 1392 i del 3 de setembre de 1394 al 27 de novembre de 1396.
Fou senyor de Valle Arroscia, Grimault i Saint Tropez el 1386 i de Serravalle Scrivia el 1391, que va comprar al ducat de Milà per una mica més de 22.000 ducats, per les necessitats financeres de Joan Galeàs Visconti per fer front a la seva guerra amb la República de Florència. També fou baró del Regne de Sicília (i Jerusalem) el 1390.
Durant la revolta a Palerm d'Andrea Chiaramonte contra Martí el Jove va ordenar d'aïllar els rebels i no proveir-los.
Va entregar la senyoria de Gènova a Carles VI de França a causa de la inestabilitat interna i fou nomenat governador de Gènova pel rei el 27 de novembre de 1396, que va exercir fins als 18 de març de 1397.
Va morir de pesta a Finale el 1398. Un fill seu, Teramo Adorno, fou elegit dux a l'exili el 1418 però mai va governar.